# Atlantism

Cu albastru, ţările membre NATO

Atlantismul este o doctrină geopolitică care-și trage numele de la „Carta Atlantică” și care susține cooperarea între statele europene și nord-americane cu privire la problemele politice, economice și de apărare. Constituie premiza fundamentală pentru Organizația Tratatului Atlanticului de Nord (NATO), pactul strategico-militar care leagă Europa de Statele Unite ale Americii. Printre țările cele mai atlantiste din Europa se numără Marea Britanie dar și cele din Europa de Est, în special Polonia și România.

## Istoric
Bazele atlantismului au fost puse prin semnarea „Cartei Atlantice” la 14 august 1941, de către președintele american Franklin Roosvelt și premierul britanic Winston Churchill, document semnat la bordul navei „Prince of Wales”, în largul Oceanului Atlantic. Carta Atlantică prevedea o strânsă cooperare între țările anglo-saxone, în special între SUA și Marea Britanie. Din punct de vedere geopolitic prin atlantism au fost puse bazele unei ordini mondiale specifice.
Intrarea SUA în al doilea război mondial în decembrie 1941 au conturat mai clar noul concept al atlantismului. Ideile de bază erau stabilirea democrației în Europa, controlarea Germaniei și Japoniei pentru a evita emanciparea lor militară, precum și prevenirea eventualelor agresiuni sovietice. La finele războiului, ca rezultat al doctrinei atlantiste, a fost creată Organizația Tratatului Atlanticului de Nord. În special Statele Unite, ieșite învingătoare din război și devenite cea mai mare putere mondială, au susținut puternic crearea NATO, cu funcție anti-sovietică.

## Atlantismul modern
Atlantismul a suferit schimbări semnificative de-a lungul timpului, în funcție de obiectivele în schimbare care domină în lumea occidentală, în special după destrămarea URSS, iar mai recent în lumina noului război global împotriva terorismului și a războiului din Irak. După atacurile teroriste din 11 septmebrie 2001, NATO a invocat pentru prima dată articolul 5 din tratat, care prevede că orice atac împotriva unui stat membru va fi considerat un atac împotriva întregului grup de membri. Țările europene au reacționat trimițând un mic număr de soldați în SUA pentru a asista la activități non-combatante. Forțele europene și americane s-au unit și pentru războiul din Afganistan. Însă în 2003, războiul din Irak a cauzat fisuri între unele state din Europa de Vest pe de-o parte și Statele Unite și unele state din Europa de Est pe de altă parte.